# 圣索沃尔 (德塞夫勒省)
圣索沃尔（法語：Saint-Sauveur，法語發音：[sɛ̃ sovœʁ] ⓘ），又称圣索沃尔-德日夫尔昂迈（法語：Saint-Sauveur-de-Givre-en-Mai，意为“五月之霜的圣索沃尔”），是法国德塞夫勒省的一个旧市镇。1973年1月1日，圣索沃尔与邻近的8个市镇以关联合并的形式并入布雷敘爾，圣索沃尔成为了布雷叙尔的关联市镇。2013年3月28日，圣索沃尔与其他关联市镇转变为委派市镇。

## 地理
圣索沃尔（46°49'19.6"N, 0°25'1.4"W）位于法国新阿基坦大区德塞夫勒省，该省份为法国西部内陆省份，北起曼恩-卢瓦尔省，西接旺代省，南至夏朗德省和滨海夏朗德省，东临维埃纳省。
圣索沃尔的时区为UTC+01:00、UTC+02:00（夏令时）。

## 行政
圣索沃尔的邮政编码为79300，INSEE市镇编码为79296。

## 人口
圣索沃尔于2018年1月1日时的人口数量为1587人。